# Chiesa della Madonna della Solitudine
La chiesa della Madonna della Solitudine (in sardo: sa Solidae) è un luogo di culto cattolico di Nuoro, in Sardegna. 
Chiesa assai cara ai nuoresi che, sensibili alla devozione per la Vergine e all'ambiente incontaminato, vi si radunavano per la sagra, con festeggiamenti civili contraddistinti da balli, canti locali ed abbondanti cibarie: è accessibile dalla strada (via Ciusa) che poi sale al monte Ortobene, circondata dalla vegetazione.

## Descrizione

La chiesa, prima dei rifacimenti, come la conobbe Grazia Deledda

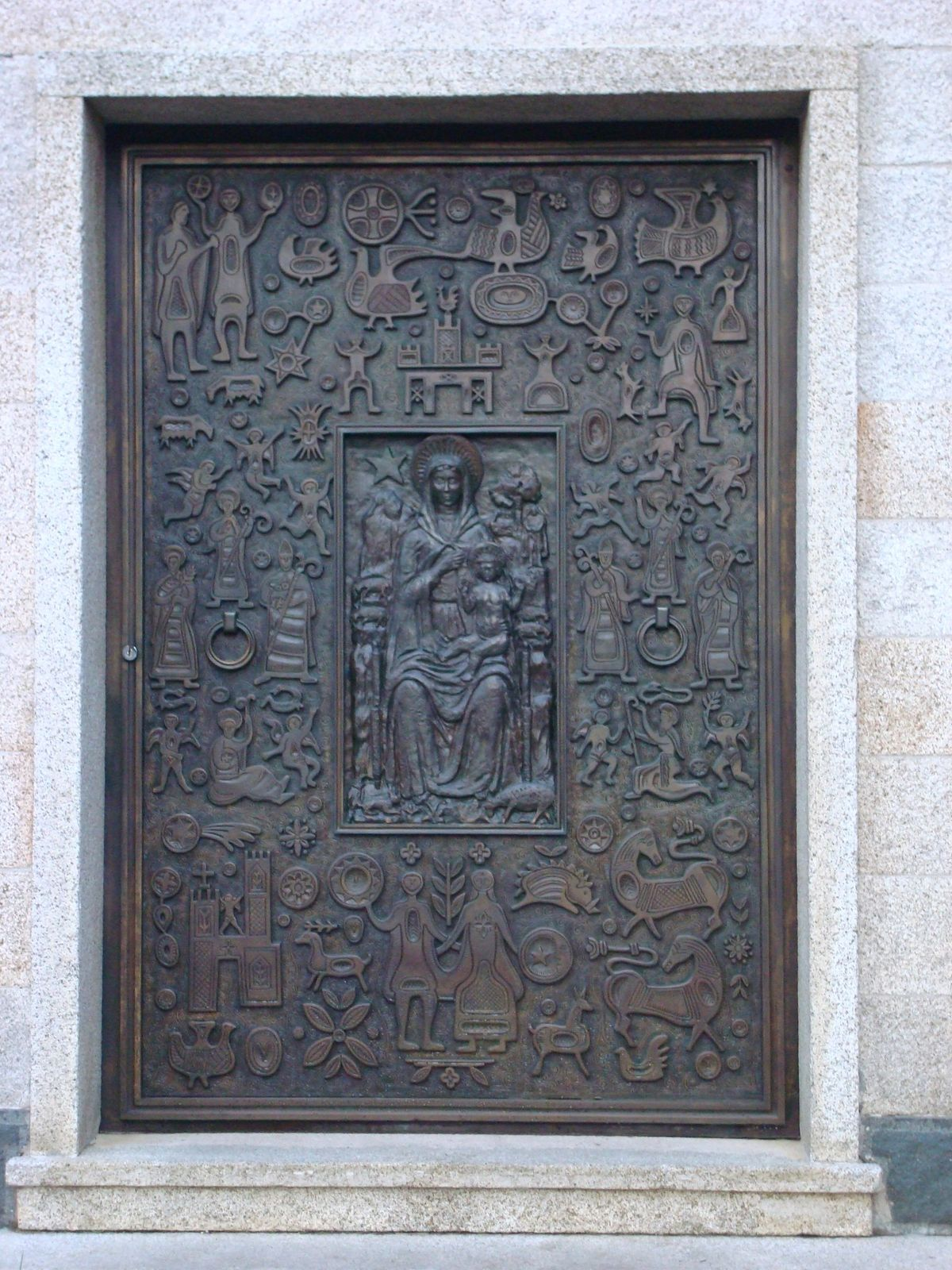
Portale della chiesa

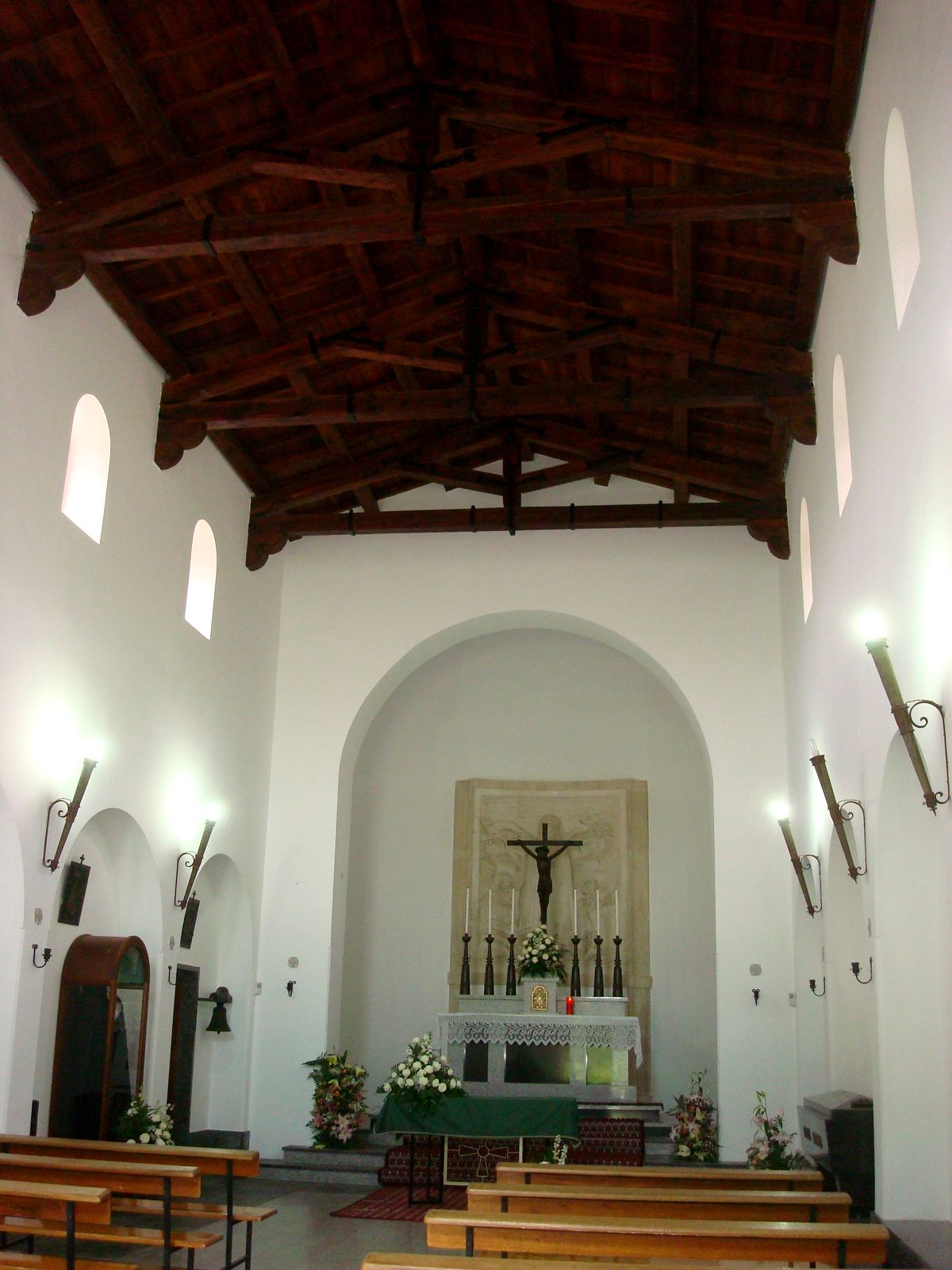
Interno

La chiesa fu costruita nel Seicento come tanti altri luoghi campestri di culto in Sardegna: numerosi pastori e contadini, non residenti in città, avevano bisogno della vicinanza di un edificio religioso seppure minuto, per assistere alle funzioni e poter socializzare.
Le pareti, a calce, sono definite da archetti ogivali in cui si snoda la Via Crucis. La facciata marmorea, alta, sobria e lineare, è coronata da un caratteristico campaniletto a vela.
L'interno, semplice ed a una sola navata, evidenzia una volta a travature lignee scoperte ed un'abside a semicerchio.
Il portone di bronzo, raffigurante la Madonna della Solitudine, fu scolpito dall'artista sassarese Eugenio Tavolara.

La chiesa custodisce sulla parete destra il sarcofago in granito nero levigato contenente le spoglie di Grazia Deledda, scrittrice nuorese e Premio Nobel per la letteratura nel 1926. La Deledda morì a Roma nel 1936 e fu sepolta nel Cimitero del Verano, prima che il corpo venisse traslato in Sardegna nel 1959. Qualche mese prima della sua scomparsa, avvenuta all’età di 64 anni, aveva scritto il suo ultimo romanzo, La chiesa della Solitudine, pubblicato a Milano da Treves e la cui protagonista soffriva come lei di un male incurabile.

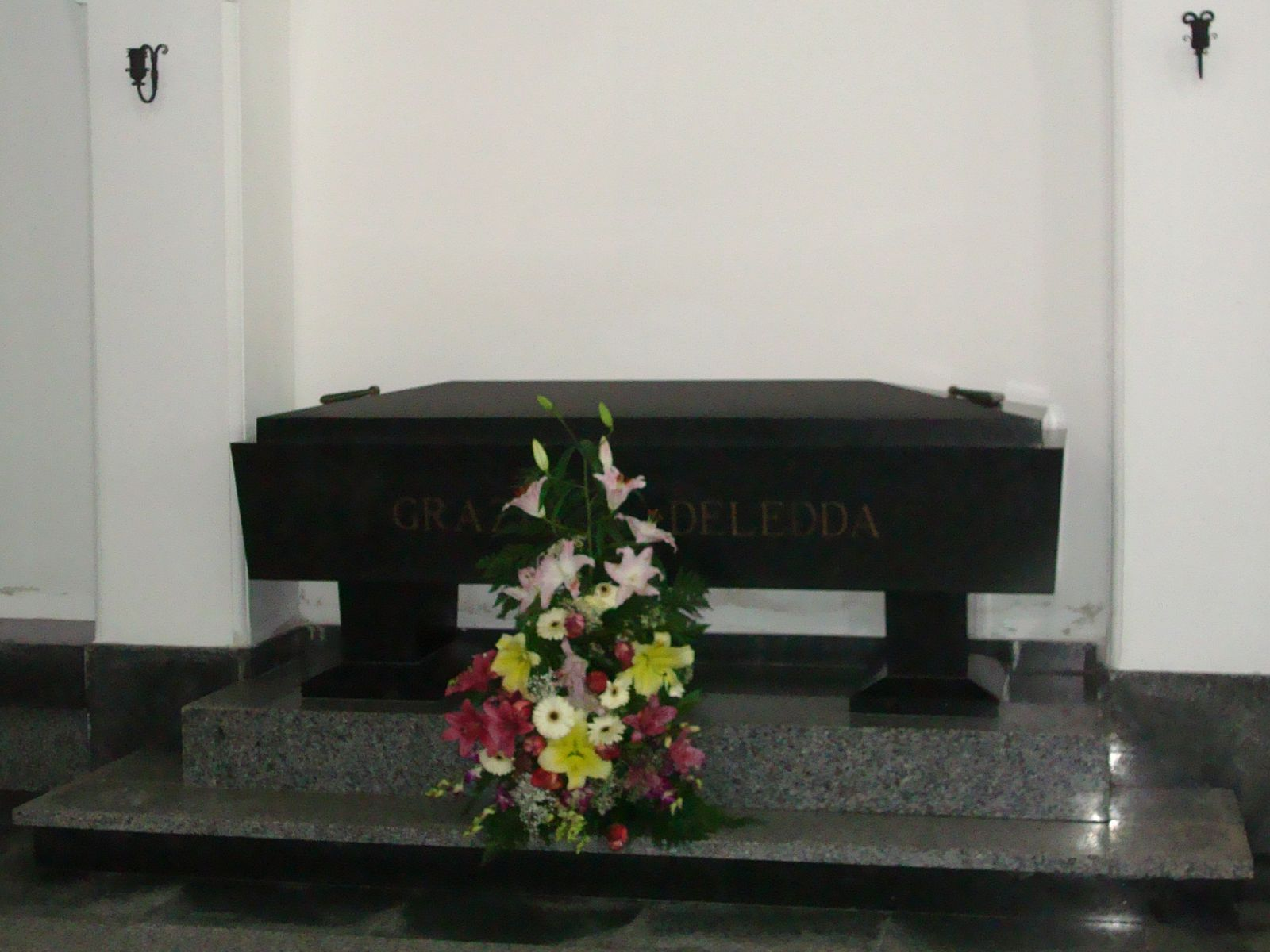
Sepolcro di Grazia Deledda

A Nuoro, intanto, fu bandito un concorso voluto dal Comitato appositamente costituito per riportare in terra sarda il corpo della famosa scrittrice: vinse l'artista nuorese Giovanni Ciusa Romagna che, tra il 1947 e il 1958, elaborò il progetto per la nuova chiesa, realizzata demolendo l'edificio seicentesco.
Al suo interno sono custodite la campana originale datata 1622 e la statua della Vergine Addolorata.

## La campana
La campana originale dell'antica chiesa, in bronzo, è oggi custodita all'interno del piccolo santuario. L'opera fu realizzata dal maestro campanaro Giovanni Pira, molto noto all'epoca. La campana fu fatta commissionare da Perdita Basigheddu, una nuorese inquisita per stregoneria che nel 1605 fu riconciliata con la chiesa, anche se condannata inizialmente al carcere a vita.
La campana riporta incisa la scritta:
+ SANCTA MARIA DE LA SOLEDAT

+ LA FETA FER PERDITTA BASINQUEDDU DE CARITAT 

Sono inoltre presenti tre incisioni mariane: la prima raffigura una Vergine Addolorata, in visita alla Croce vuota. La Madonna è coperta da un lungo mantello che le copre anche il capo, quasi a nascondersi. Nella seconda, la Vergine con in braccio il Bambino emerge da una cassapanca retta da due uomini in costume spagnolo; questa raffigurazione è tipica della Vergine d'Itria, il cui culto era presente a Nuoro fino al secolo scorso. Sull'Orthobene esistono ancora i ruderi della chiesa con questa intitolazione. 

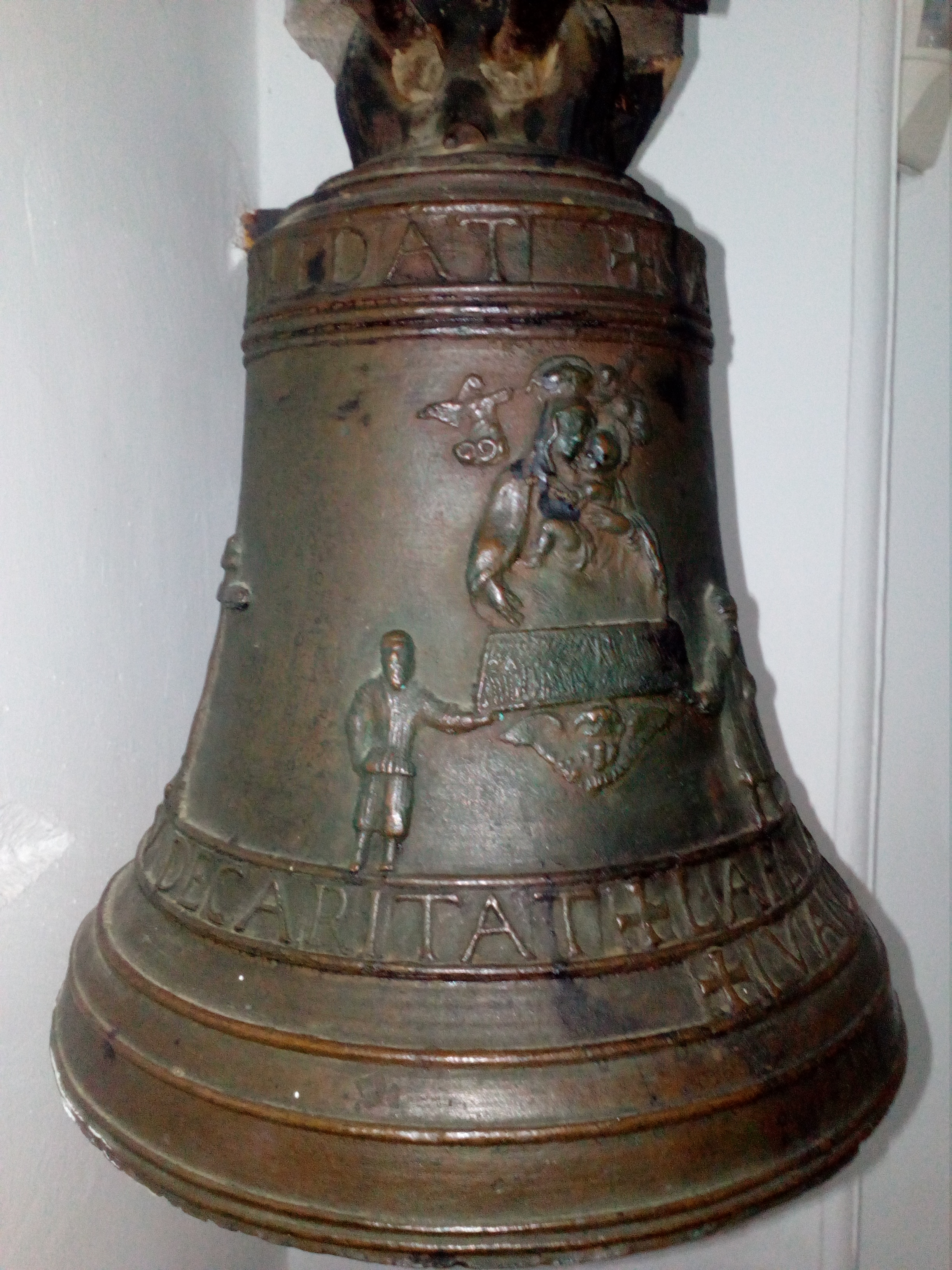
La campana fatta realizzare da Perdita Basigheddu di Nuoro, 1622

La terza Immagine è una semplice Madonna con Bambino, circondata da angeli.